# Carlia storri
Espèce
Carlia storri est une espèce de sauriens de la famille des Scincidae.

## Répartition
Cette espèce se rencontre :
- en Papouasie-Nouvelle-Guinée dans le sud de la province ouest ;
- au Queensland en Australie.

## Étymologie
Cette espèce est nommée en l'honneur de Glen Milton Storr.

## Publication originale
- Ingram & Cavacevich, 1989 : Revision of the genus Carlia (Reptilia, Scincidae) in Australia with comments on Carlia bicarinata of New Guinea. Memoirs of the Queensland Museum, vol. 27, no 2, p. 443-490 (texte intégral).